# Colin Woodell
Colin Woodell, né le 20 décembre 1991 à San Francisco en Californie, est un acteur américain.

## Biographie
Colin Woodell est né le 20 décembre 1991 à San Francisco en Californie.
Il a une sœur, également actrice, Keelin Woodell.
Il a étudié au St. Ignatius College Preparatory à San Francisco et a commencé sa formation et ses premières représentations professionnelles de théâtre au Théâtre Américain du Conservatoire en tant que membre du Jeune Conservatoire.
Il a déménagé à Los Angeles où il a étudié à l'École des arts dramatiques de l'université de Californie du Sud, où il a obtenu un Bachelor of Fine Arts en théâtre.

### Vie privée
Il est en couple depuis décembre 2017 avec l'actrice américaine Danielle Campbell rencontrée sur le tournage de la série The Originals.

## Filmographie

### Cinéma

#### Longs métrages
- 2016 : XOXO : Carpe Diem de Christopher Louie : Ray
- 2016 : Seattle Road de Ryan David : Gray
- 2018 : Paranoïa (Unsane) de Steven Soderbergh : Mark
- 2018 : Searching : Portée disparue (Searching) d'Aneesh Chaganty : L'opérateur du 911 (voix)
- 2018 : Unfriended : Dark Web de Stephen Susco : Matias O'Brien
- 2018 : The Neighbor d'Aaron Harvey : Alex
- 2020 : L'Appel de la forêt (The Call of the Wild) de Chris Sanders : Charles
- 2022 : Ambulance de Michael Bay : Scott, l'ambulancier
- 2022 : I Love America de Lisa Azuelos : John
- 2024 : To The Moon (Fly Me to the Moon) de Greg Berlanti

#### Courts métrages
- 2014 : The Tempest and the Torrent de Cassius Corrigan : Duke
- 2014 : First Date de Jonah Feingold : Guy
- 2017 : I Know You from Somewhere d'Andrew Fitzgerald : Daniel
- 2019 : Fragile.com d'Alison-Eve Hammersley : Duco

### Télévision

#### Séries télévisées
- 2013 : Esprits criminels (Criminal Minds) : Tommy Burns
- 2014 : Devious Maids : Ethan Sinclair
- 2014 : Les Experts (CSI : Crime Scene Investigation) : Un barman
- 2014 - 2018 : The Originals : Aiden (rôle récurrent saison 2, invité saison 5)
- 2015 : Masters of Sex : Ronald Sturgis
- 2016 - 2017 : Designated Survivor : Tyler Richmond
- 2018 : The Purge : Rick Betancourt
- 2020 - 2022 : The Flight Attendant : Buckley Ware / Féliks
- 2023 : The Continental : From the World of John Wick : Winston Scott jeune
- depuis 2025 : Pulse : Xander Phillips